# Pomatocalpa bambusarum
Pomatocalpa bambusarum är en orkidéart som först beskrevs av George King och Robert Pantling, och fick sitt nu gällande namn av Leslie Andrew Garay. Pomatocalpa bambusarum ingår i släktet Pomatocalpa och familjen orkidéer. Inga underarter finns listade i Catalogue of Life.